# Mozilla Sunbird
Mozilla Sunbird o Sunbird era una aplicación basada en el módulo (o extensión) de calendario de Mozilla y que cumple con holgura en sus funciones de agenda, lista de tareas y calendario con alarmas.
Dispone de una interfaz de diseño sencillo, con varias posibilidades de visualización, y toda una serie de funciones que permiten gestionar la agenda diaria tanto en el aspecto laboral como personal: programación de tareas, citas, aniversarios y otros eventos importantes, herramienta de alarmas, etc.
Una de las posibilidades que ofrece es gestionar un calendario compartido para un grupo de personas. Es posible de este modo la creación de calendarios colaborativos para grupos de trabajo.
La aplicación utiliza archivos estándar del tipo .ics, los cuales están alojados en un servidor. El servidor web que servirá los calendarios deberá estar configurado en modo WEB-DAV, de esta forma será posible guardar los cambios realizado por los clientes.